# Speiropsis pedatospora
Speiropsis pedatospora är en svampart som beskrevs av Tubaki 1958. Speiropsis pedatospora ingår i släktet Speiropsis, divisionen sporsäcksvampar och riket svampar.   Inga underarter finns listade i Catalogue of Life.